# Musée des Blindés de Koubinka
Pour les articles homonymes, voir Musée des blindés.

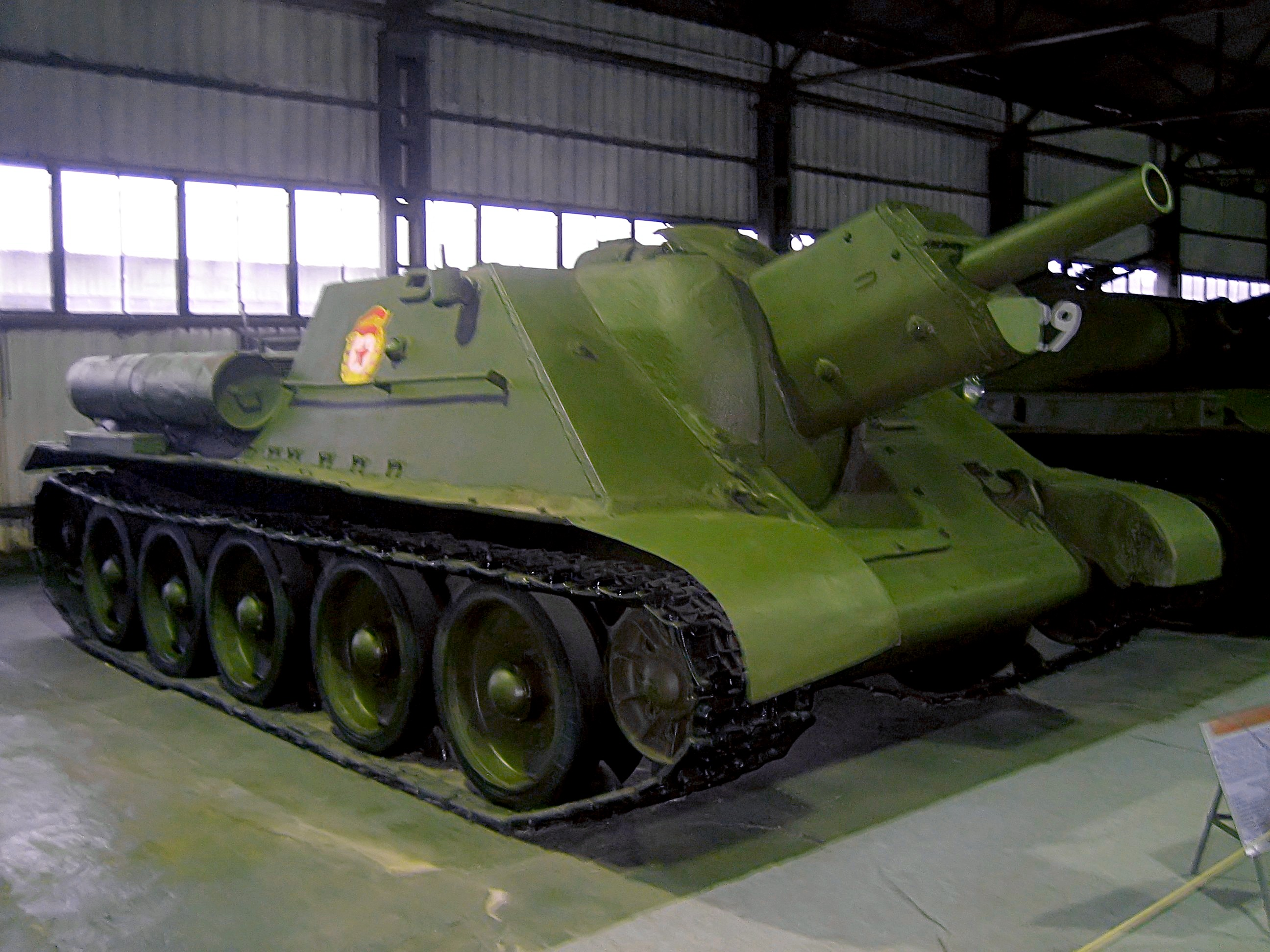
Un canon automoteur SU-122 soviétique présenté au musée

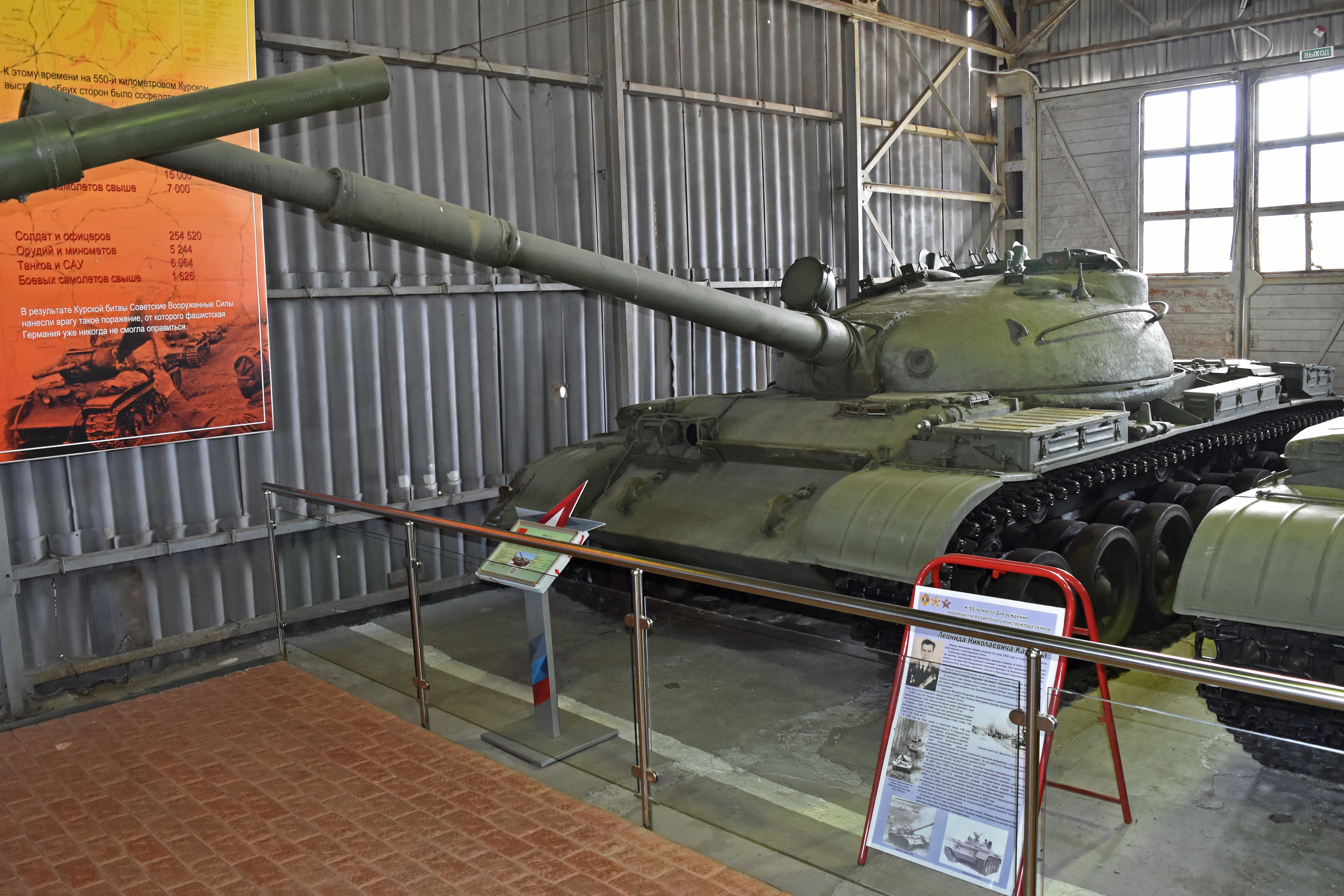
Un prototype de l'Object 167 au musée

Le musée des Blindés de Koubinka (en russe : Бронетанковый музей в Кубинке) est un musée de véhicules blindés situé à Koubinka à 63 km à l'ouest de Moscou à côté d'une base aérienne et spatiale, ouvert en 1978. Il renferme la plus grande collection de chars au monde.
On y trouve la totalité des engins blindés de l'armée soviétique de 1917 à nos jours, mais aussi, un pavillon présentant le matériel capturé allemand, ainsi que des pavillons renfermant le matériel des autres belligérants (américain, français, japonais, italien, etc.) de la Seconde Guerre mondiale.
Bien évidemment, un tel site en Union soviétique présentant du matériel militaire est resté secret durant des décennies. Dans un premier temps, le polygone de Kubinka servit, dès 1944, de centre d'essai sur les nouveaux matériels mais aussi sur les blindés allemands capturés. Ce rôle de centre d'essai continua dans les années 1950 mais au début des années 1960, il fut décidé de ne garder qu'un tiers des blindés (1 véhicule par type).
La chute de l'Union soviétique et le dégel qui s'ensuivit amenèrent bien des rumeurs sur ce musée complètement inconnu des occidentaux et réservé, en Russie, au personnel militaire. Lors d'un échange entre le musée de Bovington et le musée central de Moscou, les représentants britanniques furent les premiers à en ramener des informations sur son existence. Des informations incroyables pour l'époque, des rumeurs selon lesquelles des exemplaires d' engins tel le Maus, Sturer Emil ou Karl-Gerät  auraient survécu au conflit. Et ce sont trois Australiens qui, en janvier 1992, rapportent les premières photos de ce musée et confirment toutes les informations des « découvreurs » britanniques.
De nos jours ce musée est ouvert à tous, y compris aux étrangers et il est possible d'y photographier les modèles exposés.